# هوابند

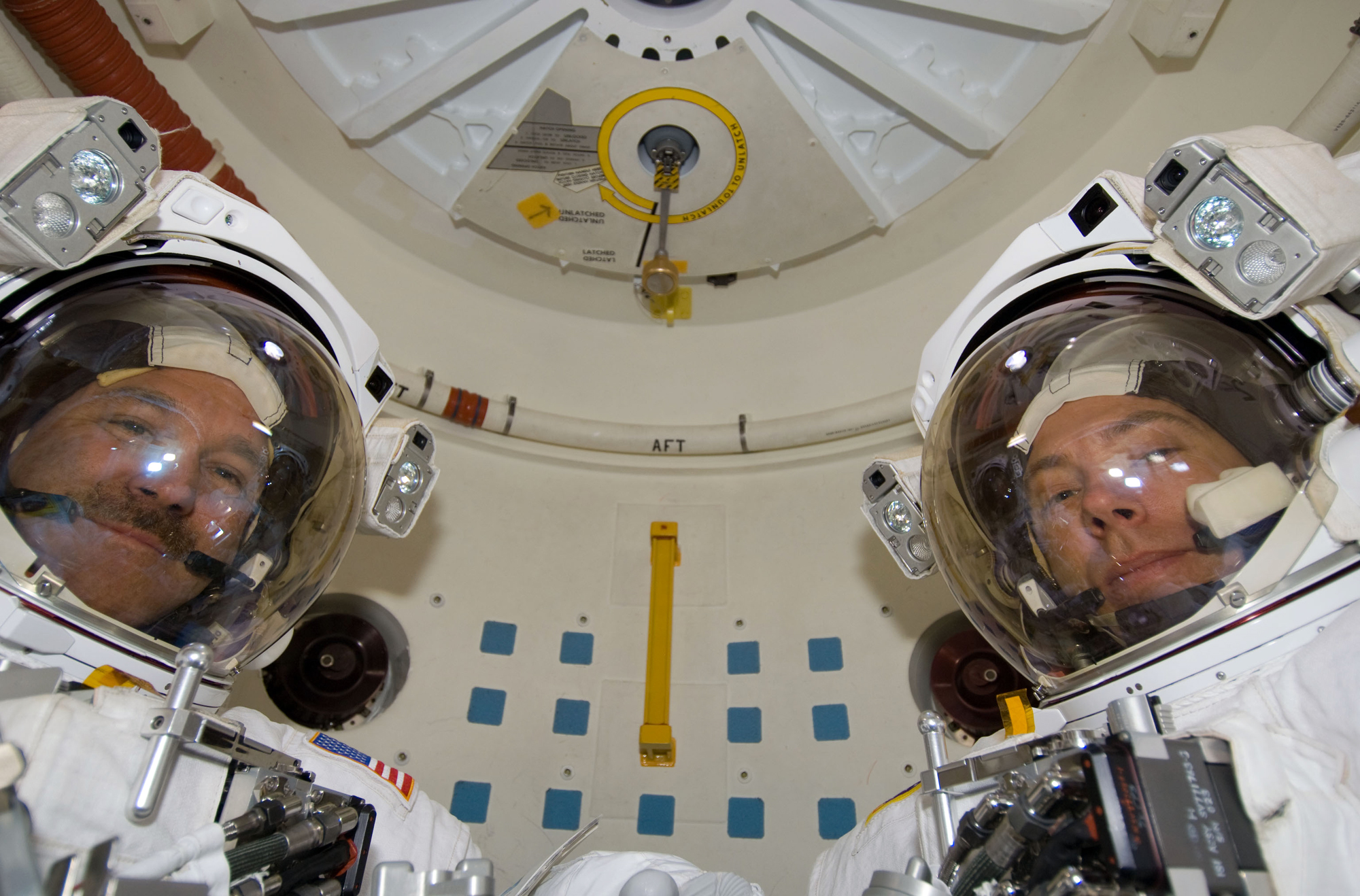
داخل هوابند شاتل فضایی.

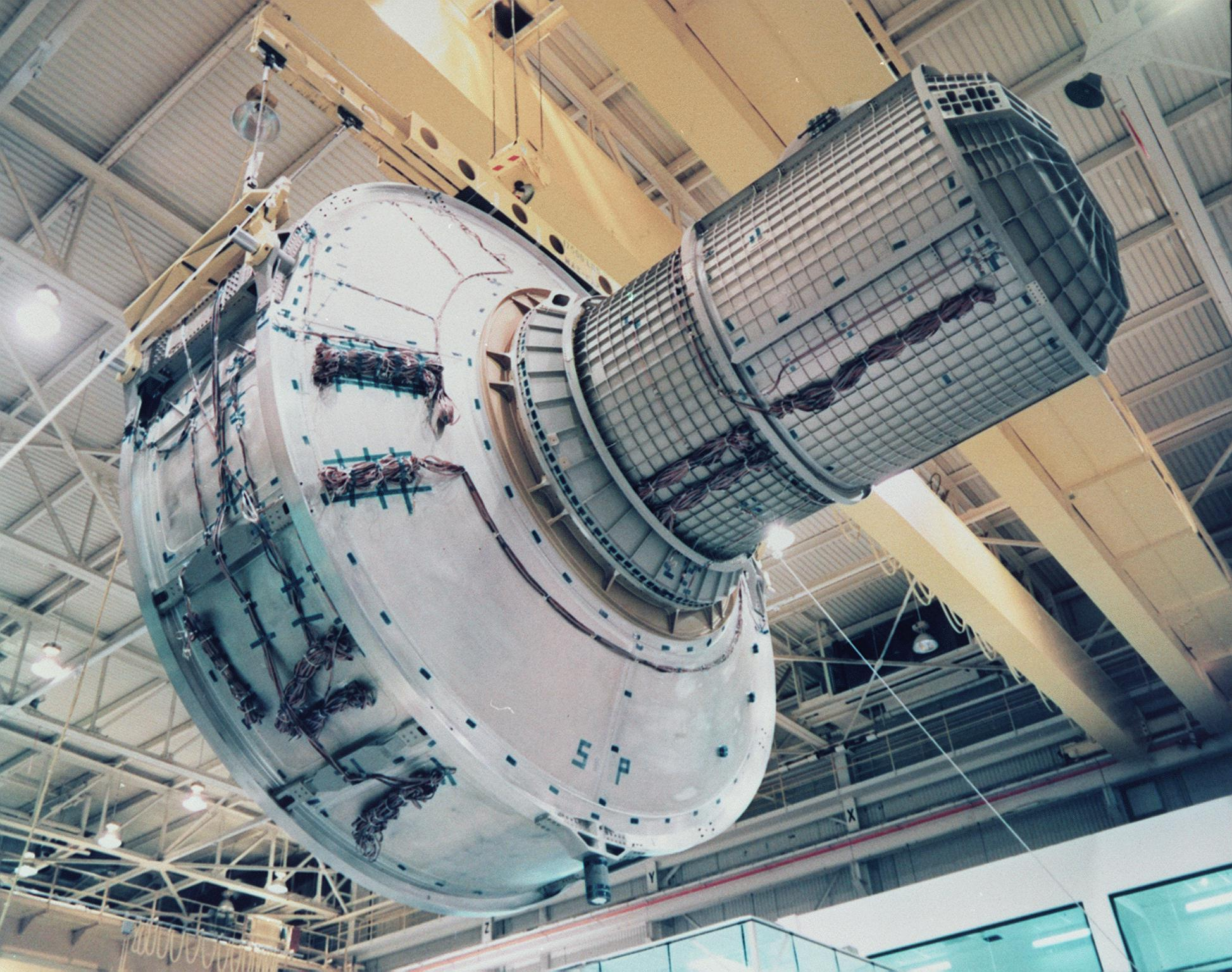
یکی از هوابندهای ایستگاه بین‌المللی فضایی.

هوابند یا قفل هوا (به انگلیسی: Airlock)یک دستگاه تنظیم فشار هوا است که امکان عبور شخص یا هر وسیله‌ای را از یک مکان به مکان دیگر که از لحاظ فشار هوا هم سطح نیستند را می‌دهد. در واقع در محیط‌هایی که یک سمت فشار هوا کم و سمت دیگر هوای پرفشاری در جریان است، برای ایجاد ارتباط بین این دو محیط از هوابند استفاده می‌شود و این هوابند در بین این دو قرار می‌گیرد.
هوابند یک محفظه کوچک است که از دو در مهروموم شده تشکیل شده و نمی‌توان هم‌زمان هر دو دَرِ آن را باز کرد. همچنین از هوابند می‌توان در بین دو میحط با گازها و ذرات مختلف استفاده کرد که این گازها و ذرات دو محیط تا جای ممکن با یکدیگر مخلوط نشوند. همچنین در زیر آب برای تأسیسات زیر آبی یا زیردریایی‌ها نیز که در یک سمت هوا و در سمت دیگر آب وجود دارد می‌توان از هوابند استفاده کرد که می‌توان به آن آب‌بند نیز گفت که از ورود آب به کِشتی، زیردریایی یا تأسیسات زیر آبی جلوگیری می‌کند.

## استفاده
مکانیزم هوابند به این شکل است که ابتدا شخص یا شی مورد نظر به داخل محفظه می‌رود که یک در آن بسته‌است سپس هر دو در بسته شده و هوابند فشار هوای دو میحط را مساوی و متعادل می‌کند تا شخص بدون هیچ مشکلی بتواند وارد محیط دوم که دارای اختلاف فشار هوا است بشود. (چون بدون وجود هوابند اگر شخص از محیط پرفشار به محیط کم فشار یا بالعکس وارد شود احتمال صدمه دیدن اندام‌های حیاتی مثل مغز، قلب، سیستم تنفسی و … و حتی مرگ در انتظار فرد است). در داروسازی‌ها و سایر محیط‌هایی که باید عاری از هرگونه ذرات معلق باشند نیز از هوابند برای جلوگیری از نفوذ ذرات به داخل اتاق تمیز استفاده می‌شود تا ذرات همراه با نفرات وارد اتاق نشوند. همچنین در محیط‌هایی که دو سمت آن آب است از محفظه‌ای مانند هوابند که آب‌بند گفته می‌شود استفاده می‌شود تا فشار آب و ارتفاع آب بین دو محیط یکسان شود سپس بتوان وارد محیط دوم شد مانند آبراهی که بین آن دو دروازه است و در دو سمت آن آب با ارتفاع مختلف وجود دارد.
انتقال فشار تدریجی هوا نوسانات هوا و دمای هوا و تنش و مه‌پاش و تراکم را به حداقل می‌رساند (همچنین قانون بویل را ببینید). و اجازه می‌دهد که به صورت امن بین دو محیط گذر کرد مثل هوابند ایستگاه‌های فضایی یا خود لباس فضانوردی.
لباس آن نیز یک لباس سرتاسری و یک کلاه است که داخل لباس فشار هوا در سطح طبیعی قرار دارد و می‌توان با آن لباس به محیط‌های پرفشار یا کم فشار رفت مانند لباس فضانوردی. این تغییر فشار آرام هوا در غواصی بسیار حیاتی است برای مثال زمانی که غواص در عمق بیشتری از آب شنا می‌کند برای خروج از آب باید به آرامی از آب بیرون آید تا تغییر فشار زیادی را تحمل نکند آیت تغییر فشار زیاد در مدت زمان کم باعث تشکیل حباب در سیستم تنفسی غواص شده و می‌تواند غواص را وارد شوک و حتی مرگ کند و غواصانی که به هر دلیلی سریع از آب بیرون می‌آیند گاهی باید تا چند ساعت در یک هوابند قرار گیرند تا بدنشان به آرامی با فشار معمولی هوا هماهنگ شود (طبق جدول فشار هوا).

## استفاده‌های کاربردی

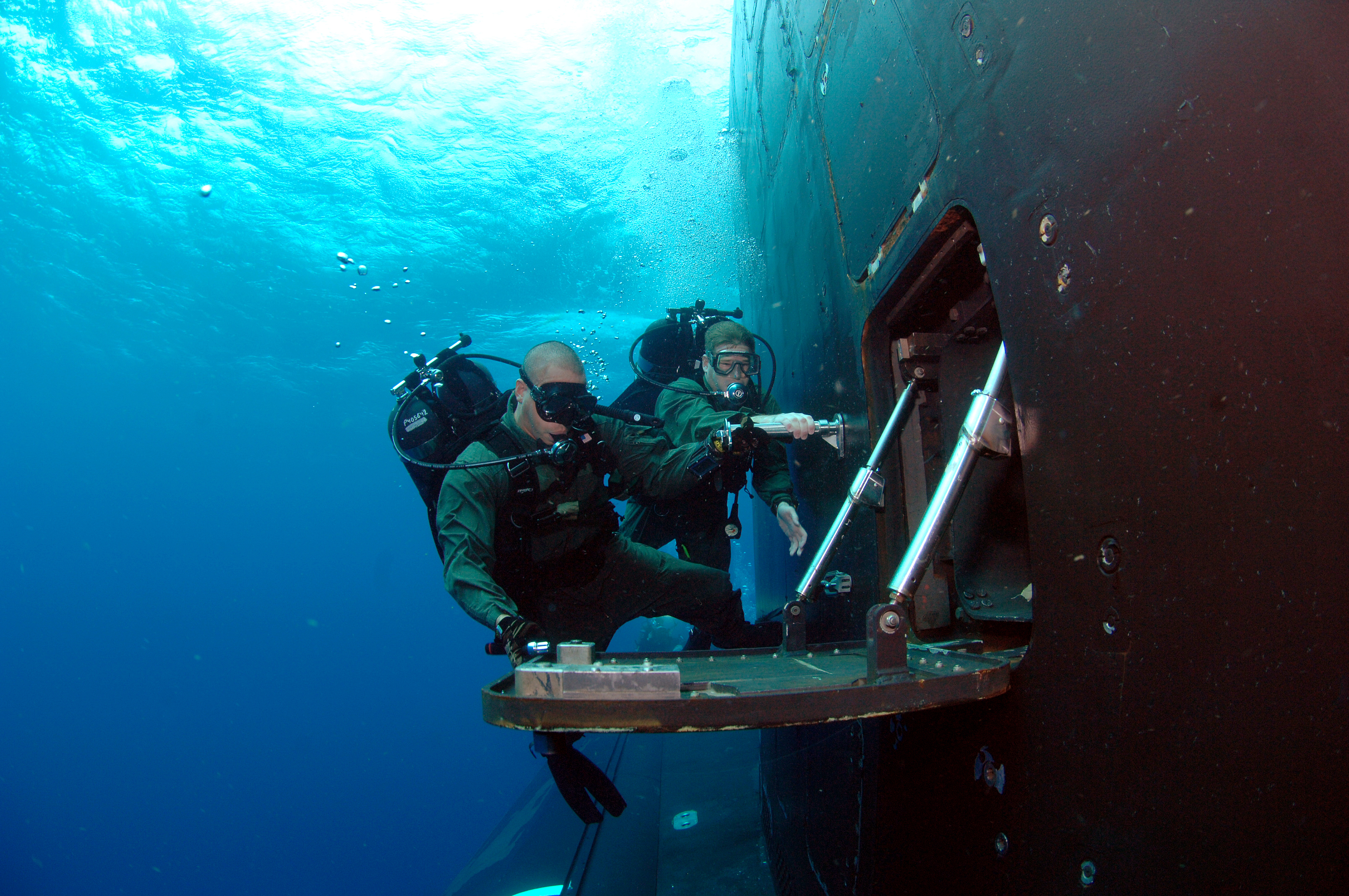
آب‌بند زیردریایی نیروی دریایی ایالات متحده برای غواصی سال ۲۰۰۷.

هوابندها در زمینه‌های مختلف ازجمله زیر استفاده می‌شوند:
- حمل و نقل هوایی، در هواپیماهایی دارای محیطی جدا از کابین خلبان و مسافران دارای یک هوابند برای چتربازی یا خروجی اضطراری.
- فضاپیما و ایستگاه فضایی، برای حفظ محیط‌زیست قابل سکونت در زمان ورود و خروج.
- اتاق‌های پرفشار، ورود و خروج در دو محیط با اختلاف فشار را اجازه می‌دهد.
- زیردریاییها، اتاق‌های غواصی، زیستگاه‌ها و تأسیسات زیر آبی برای ورود و خروج غواصان.
- هوابند لوله اژدر زیردریای.
- اتاق تمیز، حفاظت از محیط‌هایی دربرابر گرد و غبار، ذرات خاک، مواد شیمیایی مضر و آلاینده‌های دیگر تا حدی که با حفظ اتاق در فشار بالاتر این موارد از محیط اطراف حذف شوند مانند اتاق‌های تمیز داروسازی‌ها.
- محیط‌های خطرناک، مانند راکتورهای هسته‌ای و برخی از آزمایشگاه بیوشیمی، که در آن گرد و غبار، ذرات، تشعشع یا عوامل بیولوژیکی برای جلوگیری از نشت این موارد با حفظ فشار اتاق در فشار پایین‌تر از محیط اطراف جلوگیری کرد.
- گنبد تحت فشار مانند گنبد USF خورشید که در آن افت فشار می‌تواند باعث فروپاشی ساختار شود.
- میکروسکوپ الکترونی، که داخل آن نزدیک خلاء است تا هوا روی مسیر الکترونها تأثیر نگذارد.
- قفل تخمیر، که در آن یک قفل تخمیر اجازه می‌دهد تا گازهای تخمیر از مخزن خارج شده اما هوایی وارد نشود که در کارخانه‌های لبنی و شراب سازی استفاده می‌شود.

## مکانیسم مشابه
- در آب و هوای سرد، دو در جای‌گذاری شده در یک پیکربندی برای جلوگیری از ورود هوای سرد به داخل در ورودی ساختمان رایج است. در حالی که مهر و موم شده نیست، درب‌های دوبل از دست دادن هوای گرم ساختمان را به حداقل می‌رساند. همچنین در آب و هوای گرم، برای جلوگیری از هدر رفتن هوای خنک از این سیستم درب دوبل استفاده می‌شود. استفاده از درب اتوماتیک گردان ممکن است به همین دلیل باشد.
- بعضی از فروشگاه‌های طلا و جواهر و بانک‌ها برای جلوگیری از سرقت از درب دوبل استفاده می‌کنند.
- مزارع پروانه و پرورش حشرات و محوطه نگهداری معمولاً در ورودی ساختمان برای جلوگیری از ورود و خروج حشرات کاربرد دارد.
- در تاریک‌خانه عکاسی یا تلسکوپ‌های افلاک نما ممکن است قفل نور یا نوربند استفاده شود، تا ورود و خروج نور به حداقل برسد.
- همچنین برای کاهش ورود و خروج صدا و گرما در درب و پنجره دوجداره و عایق‌های گرما و سرما.
- اتاق آکوستیک برای جلوگیری از ورود و خروج صدا.
- در آسمان‌نماها برای کاهشِ نورِ ورودی و درهای دوتایی برای کاهشِ خروجِ صدا.[۱][۲]